# Christopher Rinke
Christopher Rinke, född den 26 oktober 1960 i Port Coquitlam, British Columbia, är en kanadensisk brottare som tog OS-brons i mellanviktsbrottning i fristilsklassen 1984 i Los Angeles.